# Лобанова Алла Степанівна
Алла Степанівна Лобанова (нар. 10 травня 1956, с. Мальковичі, Брестська обл., Білоруська РСР) — український соціолог, доктор соціологічних наук, професор, авторитетний учений у галузі соціології адаптації, соціології праці та управління, соціології політики, соціології освіти, соціології девіацій, інфайронментальної соціології, автор теорії соціальної мімікрії.

## Біографія
1973 — закінчила середню школу № 51 м. Кривий Ріг із золотою медаллю.
1973—1979 — навчання в Харківському авіаційному інституті ім. М. Є. Жуковського, на факультеті автоматизованих систем управління. Отримала диплом з відзнакою (спеціальність «інженер-системотехнік»).
1980—1987 — працювала на посаді інженера-соціолога рудоуправління ім. Карла Лібкнехта виробничого об'єднання «Кривбасруда», м. Кривий Ріг.
1987—1992 — робота в органах місцевого самоврядування на посадах інструктора підрозділу соціально-економічного розвитку виконкому Саксаганської районної Ради народних депутатів м. Кривого Рогу, керівника позаштатного соціологічного сектору Криворізького міському Компартії України; лектора-інструктора у Криворізькому міськкомі КПУ, консультанта Криворізької міської Ради народних депутатів з питань надання інформаційно-методичної допомоги депутатам, гласності та вивчення громадської думки.
1987—2017 — ініціатор, організатор і керівник проведення близько 100 соціологічних опитувань і моніторингів, соціологічних досліджень у м. Кривий Ріг з різноманітних політичних, соціально-економічних, освітніх, культурних проблем життя регіонального соціуму.
З 1992 року — професійна діяльність у Криворізькому державному педагогічному інституті/університеті на посадах асистента й старшого викладача кафедри соціології (1992—1994), завідувача кафедри соціології (1994—2005), завідувача кафедри соціології та економіки (2005—2017), професора кафедри соціології та масових комунікацій (з 2017 року).
З 2006 — член комісії з регуляторної політики виконкому Криворізької міської Ради народних депутатів.
Викладає дисципліни: історія соціології, вступ до спеціальності «Соціологія масових комунікацій, журналістики і реклами», менеджмент наукової та інноваційної діяльності, соціологія девіантної поведінки, соціологічні дослідження в освіті, соціально-політичні студії, сучасні комунікативні практики, менеджмент у галузі надання мовних послуг, самоменеджмент.

## Наукова діяльність
1992—1994 — науковий здобувач в Інституті соціології Академії наук України, м. Київ.
1994 — захистила дисертацію «Груповий егоїзм у сфері колективної та кооперативної форм власності» на здобуття наукового ступеня кандидата соціологічних наук за спеціальністю 22.00.06 — економічна соціологія та соціологія праці в спеціалізованій вченій раді Інституті соціології Національної Академії наук України (науковий керівник — доктор соціологічних наук, професор Є. І. Суїменко).
З 1994 року — член Соціологічної асоціації України.
1995 — наукове стажування в Інституті соціології Національної Академії наук України, м. Київ.
1995 — присвоєно звання доцента по кафедрі соціології.
1999—2002 — участь у спільному дослідницькому проекті з професором Яном Ругом (м. Ополе, Польща), що фінансований Опольським університетом, — «Тенденції на ринках праці України та Польщі». Видання колективної монографії «Современные тенденции на рынках труда Украины и Польши» (В. Л. Мокряк, А. С. Лобанова, Я. Руг)
2005 — захистила дисертацію «Соціальна мімікрія як адаптивний спосіб життєдіяльності» на здобуття наукового ступеня доктора соціологічних наук за спеціальністю 22.00.04 — спеціальні та галузеві соціології в Інституті соціології Національної Академії наук України (науковий консультант — професор Є. І. Суїменко).
З 2005 року — керівник наукової школи «Соціодіагностика суспільних та регіональних проблем». Під науковим керівництвом професора А. С. Лобанової захищено 13 кандидатських дисертацій і 2 докторські дисертації зі спеціальності 22.00.04 — спеціальні та галузеві соціології.
2005—2019 — член комісії з професійної етики соціолога Соціологічної асоціації України.
2006—2019 — член (з 2014 — заступник голови) експертної ради з присвоєння наукових ступенів кандидатів і докторів з філософських, політичних і соціологічних наук ДАК Міністерства освіти і науки України.
З 2006 — член спеціалізованої вченої ради в Класичному приватному університеті (м. Запоріжжя, Україна) із захисту дисертацій на здобуття наукового ступеню кандидата і доктора соціологічних наук.
2007 — присвоєно наукове звання професора по кафедрі соціології.
2011—2021 — міжнародна наукова співпраця з кафедрою прикладних суспільних наук, факультету управління та організацій Сілезької Політехніки (Польща), зокрема участь у спільних наукових проєктах: «Філософія, Мистецтво і Техніка» (спільно з професором Яцеком Ромбом); "Мотивація працівників в соціальних організаціях шахт Криворіжжя (Україна) і Сілезії (Польща) (спільно з професором Яном Ругом); «Інформаційне суспільство і сталий розвиток» (спільно з професором Олександрою Кузіор); «Міграційні процеси в Україні та Польщі», «Зелена енергетика в Україні та Польщі» (спільно з професором Александрою Кузіор).
Керівник і гарант освітньо-наукової програми «Соціологія».
Організатор 18 міжнародних і всеукраїнських науково-практичних конференцій з актуальних проблем соціально-економічного та політичного розвитку українського суспільства.
Науковий редактор і рецензент фахових видань. Була членом редколегій наукових видань «Актуальні проблеми духовності», «Грані», «Соціальні технології: Актуальні проблеми теорії та практики».

## Нагороди
- Почесна грамота Міністерства освіти України (1999)
- Нагрудний знак «Відмінник освіти України» (2000)
- «Знак за заслуги перед містом» III ступеня (2008)
- Нагрудний знак «За наукові досягнення» (2009)
- «Знак за заслуги перед містом» II ступеня (2010)
- «Знак за заслуги перед містом» I ступеня (2020)

## Публікації
А. С. Лобанова має понад 200 наукових, науково-методичних і публіцистичних праць. Автор і співавтор 4 монографій, 5 підручників, 25 науково-методичних і навчально-методичних посібників, 12 енциклопедичних і довідникових видань, понад 150 наукових статей у фахових вітчизняних і зарубіжних виданнях, наукометричних базах даних. Автор статей соціологічної тематики у «Великій українській енциклопедії».

### Основні наукові та навчально-методичні видання
- Лобанова А. С. (соавт.) Современные тенденции на рынках труда Украины и Польши: монография. — Ополе — Кривой Рог: «ИВИ», 2002. — 258 с.
- Лобанова А. С. (співавт.) Світ. Україна. Кривбас. Динаміка основних показників соціально-економічної статистики за 1990—2002 рр. : навч.-метод. посібник . — Кривий Ріг: «ІВІ», 2003. — 296 с.
- Лобанова А. С. Феномен соціальної мімікрії: монографія. — Київ: Ін-т соціології НАН України, 2004. — 300 с.
- Лобанова А. С. (співавт.) Загальна соціологія. Хрестоматія: навч. посіб. для вищих навч. закладів. — Дніпропетровськ: Вид-во ДНУ, 2006. — 516 с.
- Лобанова А. С. (соавт.) Масс-медиа и гражданское общество: монография. — Кривой Рог: Междунар. исслед. центр «Человек: язык, культура, познание» , 2008. — 227 с.
- Лобанова А. С. (співавт.) Соціологія культури: навч. посіб. для вищих навч. закладів. — Кривий Ріг: Видавничий дім, 2010. — 131 с.
- Лобанова А. С. (співавт.) Основи економічної теорії: навч.-метод. посібник. — Кривий Ріг: Видавничий дім, 2011. — 160 c.
- Лобанова А. С. (співавт.) Світ і Україна: динаміка основних показників: навч.-метод. посібник. — Кривий Ріг: Видавничий дім, 2011. — 548 с.
- Лобанова А. С. (соавт.) Мотивация труда в социальных организациях промышленных предприятий. На примере Криворожья в Украине и Силезского Воеводства в Польше: монография. — Кривой Рог — Забже: Дионис, 2012. — 331 с.
- Лобанова А. С. (співавт.) Соціально-психологічні аспекти роботи з підлітками, схильними до девіацій: навч. посібник. — Київ: Каравела, 2012. — 368 с.
- Лобанова А. С. (співавт.) Історія соціологічної думки: навч. енциклопедичний словник-довідник. — Львів: Новий світ — 2000, 2016. — 687 с.
- Лобанова А. С. (співавт.) Робота з підлітками-девіантами: соціологічний та психологічний аспекти [Архівовано 26 жовтня 2021 у Wayback Machine.] : підруч. для вищих навч. закладів. — Київ: Каравела, 2017. — 470 с.
- Лобанова А. С. (співавт.) Масова свідомість в зоні воєнного конфлікту на Донбасі: монографія. — Вінниця: ТОВ «ТВОРИ», 2018. — 230 с.
- Лобанова А. С. (співавт.) Соціологічні та політологічні студії [Архівовано 3 квітня 2022 у Wayback Machine.] : підруч. для вищих навч. закладів / за ред. А. С. Лобанової. — Київ: Каравела, — 2018. — 520 с.
- Лобанова А. С. (співавт.) Основи економічних знань: підруч. для пед. закл. вищої освіти / за ред. А. С. Лобанової. — Київ: Каравела, 2020. — 392 с.

## Біобібліографія
Професор Алла Лобанова: шлях у соціологічній науці [Архівовано 26 листопада 2018 у Wayback Machine.] : біобібліографічний покажчик / Наукова бібліотека Криворізького державного педагогічного університету ; упоряд.: О. А. Дікунова, О. О. Лебедюк ; наук. ред. А. С. Лобанова ; за ред. Г. М. Віняр, О. М. Кравченко. — Кривий Ріг, 2016. — 95 с. (Серія «Вчені-ювіляри Криворізького педагогічного». Вип. 2).